# Abrahm Louw
Abrahm Louw (* 9. April 1992 in Tsumeb), fälschlicherweise auch Abraham, ist ein ehemaliger namibischer Triathlet.

## Sportliche Laufbahn
Louw begann seine sportliche Laufbahn im Alter von zehn Jahren beim Schwimmen. Mit 14 wurde er ins Nationalteam Namibias aufgenommen und nahm an den Afrikanischen Schwimmmeisterschaften 2006 teil. Aufgrund seines Talents zog die Familie ein Jahr später ins südafrikanische Potchefstroom.
Der größte sportliche Erfolg von Louw war der Gewinn der Silbermedaille bei den Afrikaspielen 2011 im mosambikanischen Maputo. Im Jahr zuvor nahm er an den Olympischen Jugend-Sommerspielen 2010 teil. Dort erreichte er den fünften Rang im Sprint und den neunten Rang in der Mixed-Staffel. Er war bei der Eröffnungsfeier Fahnenträger seines Landes.
Louw erreichte 2007 bzw. 2011 vier weitere zweite Plätze bei internationalen Triathlonwettbewerben.